# Цицания широколистная
Цицания широколистная (Zizania latifolia) , или Цицания даурская, или Манчжурский дикий рис — единственный представитель рода Цицания в Азии. Также единственный многолетник этого рода, который может размножаться не только семенами, но и корнями. Растёт на мелководье. Сегодня в диком виде произрастает также в Новой Зеландии, куда был завезён случайно и стал инвазивным.

## История
Для европейцев растение открыто Августом Гризебахом. Современное название получило от Николая Степановича Турчанинова и Отто Штапфа. В Китае растение культивируется не менее 400 лет.

## Хозяйственное значение

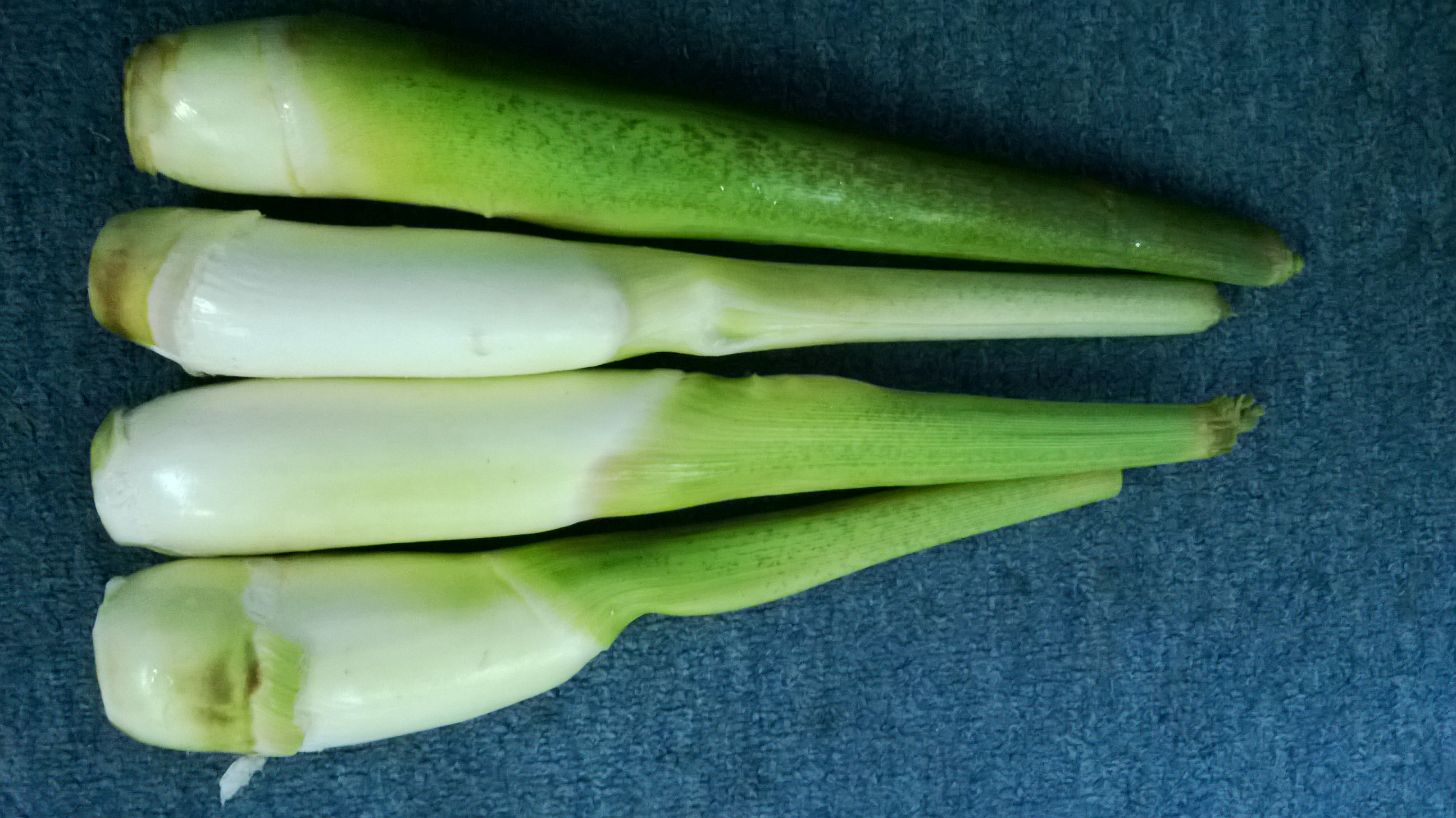
Основания стеблей, которые употребляются в пищу. Они гипертрофированы в результате поражения грибом.

Зерно и стебли съедобны. В древнем Китае зерно дикого манчжурского риса было важным пищевым продуктом. Сегодня в Азии его зерно не используется, но растение культивируется ради стеблей, поражённых грибом головни вида Ustilago esculenta. 
Поскольку головня поражает семена, растение размножается только корнями. Новые побеги на заливных полях легко заражаются спорами.
Поражённое грибом растение имеет специфический приятный вкус и стимулирует иммунитет.

## Инвазивность
Цицания широколистная инвазивный вид в Новой Зеландии. Она индуцирована на Гавайях. Ввоз растения в США и Канаду запрещён, чтобы избежать заражения местных видов Цицании, которые выращиваются ради зерна.